# Dům U Synků
Dům U Synků je pozdně renesanční měšťanský dům v Hustopečích z roku 1579. Stojí v jihovýchodní části Dukelského náměstí č.23, č.p. 94. Dům byl postaven jako sídlo představitelů kláštera Králové na Starém Brně. Jedná se o jednopatrový dům, s arkýřem v průčelí domu. Ve dvorním traktu se nachází arkádové lodžie. Dnes dům slouží ke kulturně společenským účelům. Je zde Městské muzeum a galerie. Od roku 2020 se pracovalo na projektu hustopečské kavárny Cafe Auspitz. Tato v roce 2021 zahájila svou činnost v domě v místech původního turistického informačního centra, které našlo útočiště v nově opraveném kině.

## Galerie

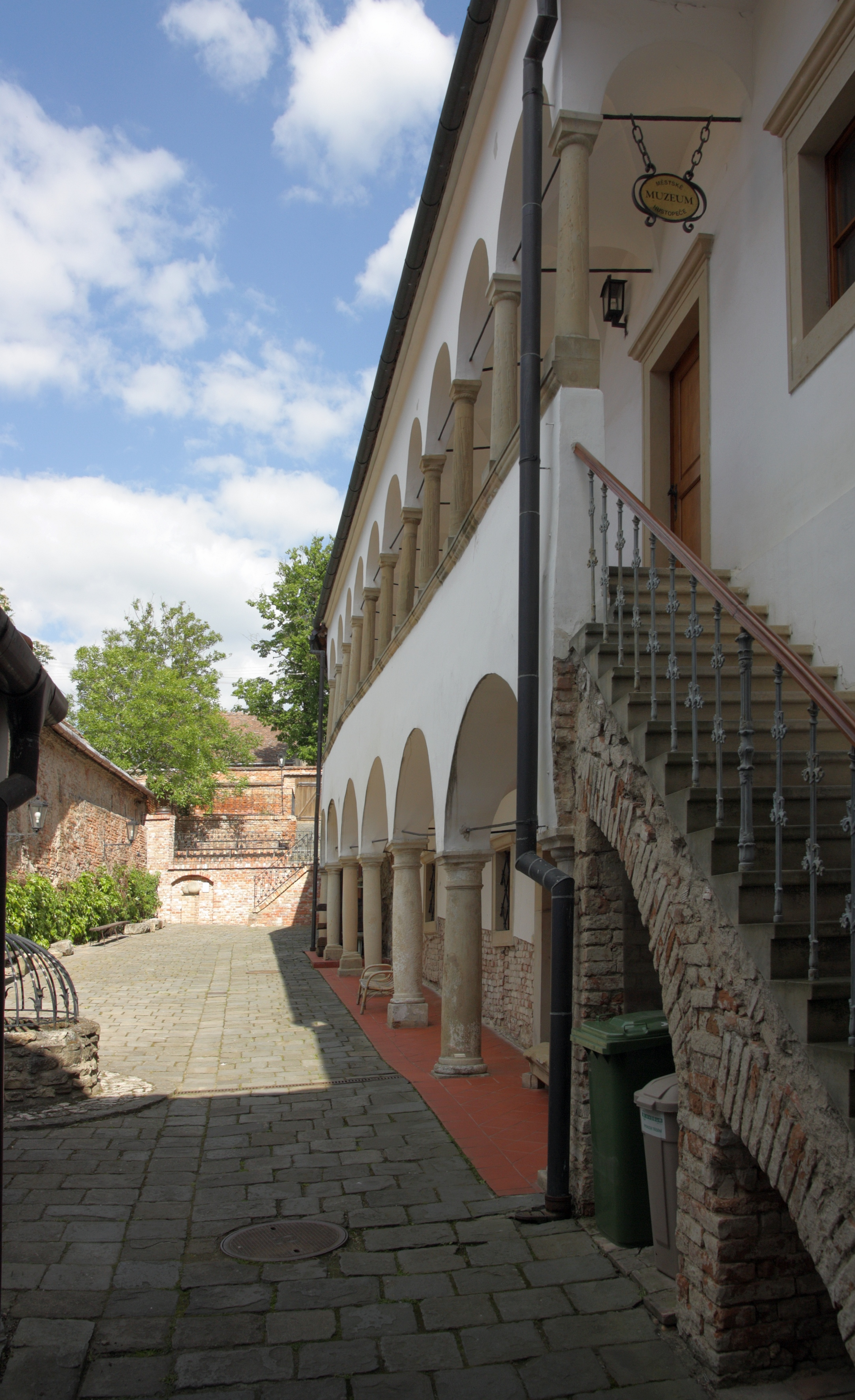
Dvorní trakt s arkádovou lodžií
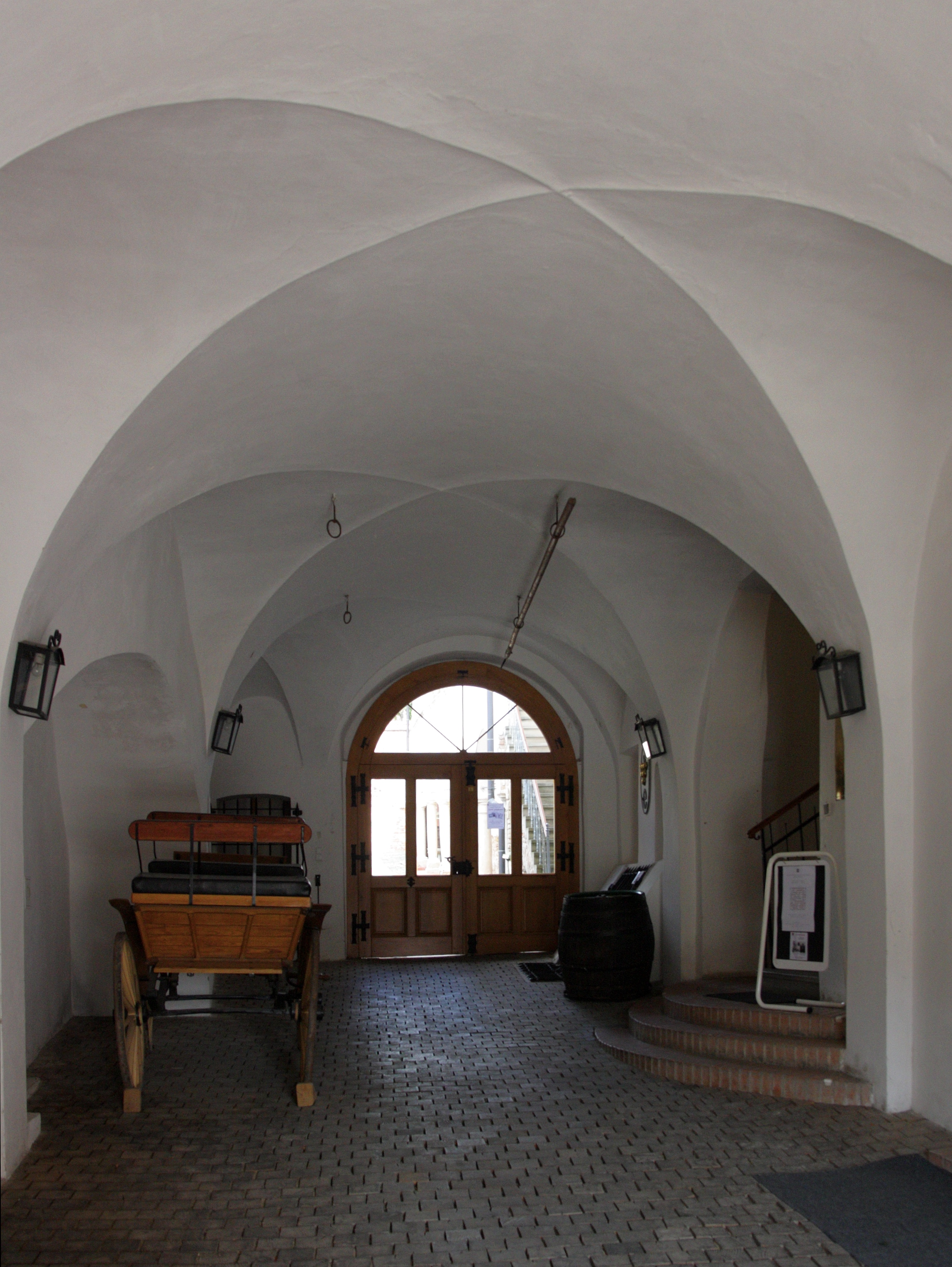
Průjezd
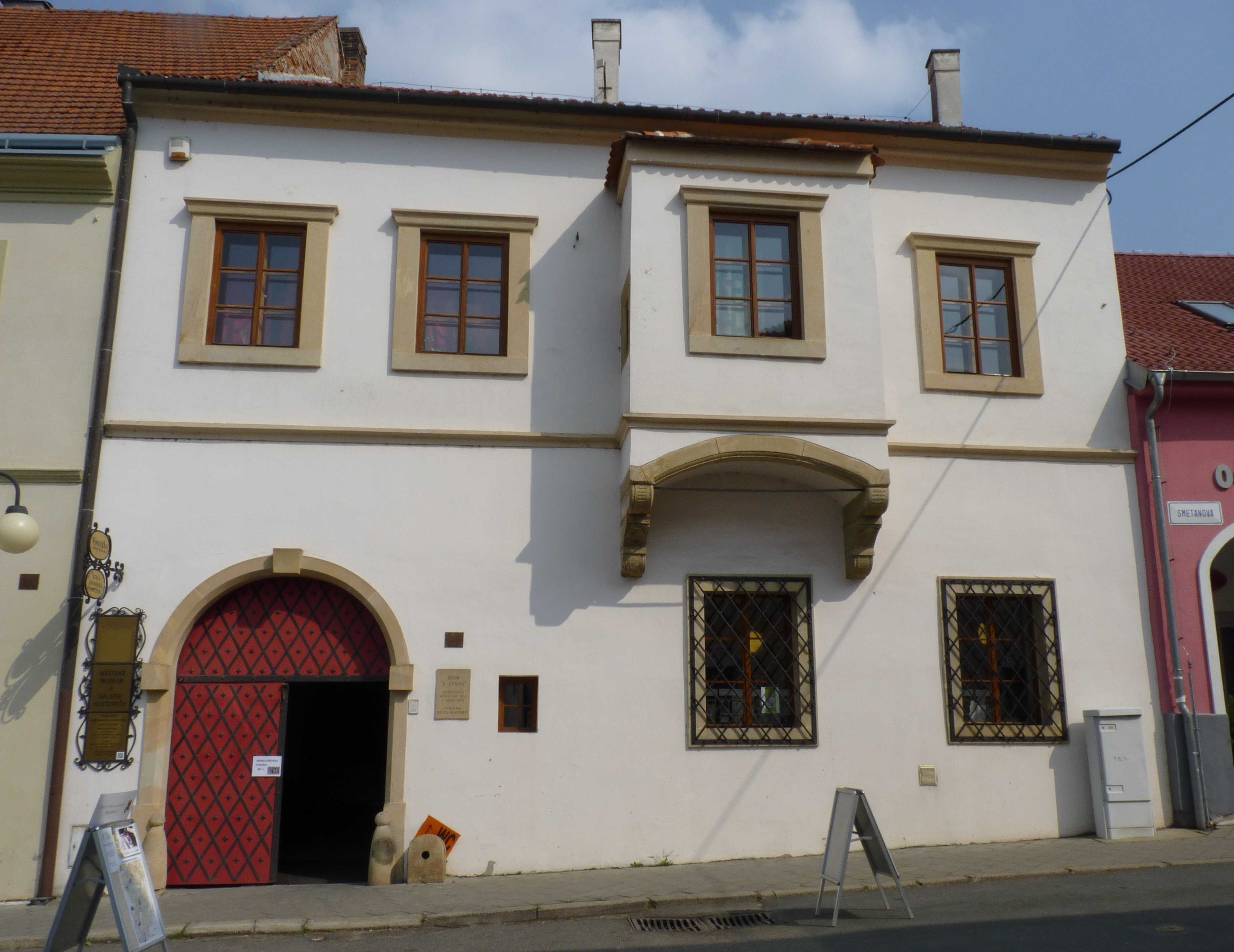
Sídlo informačního centra
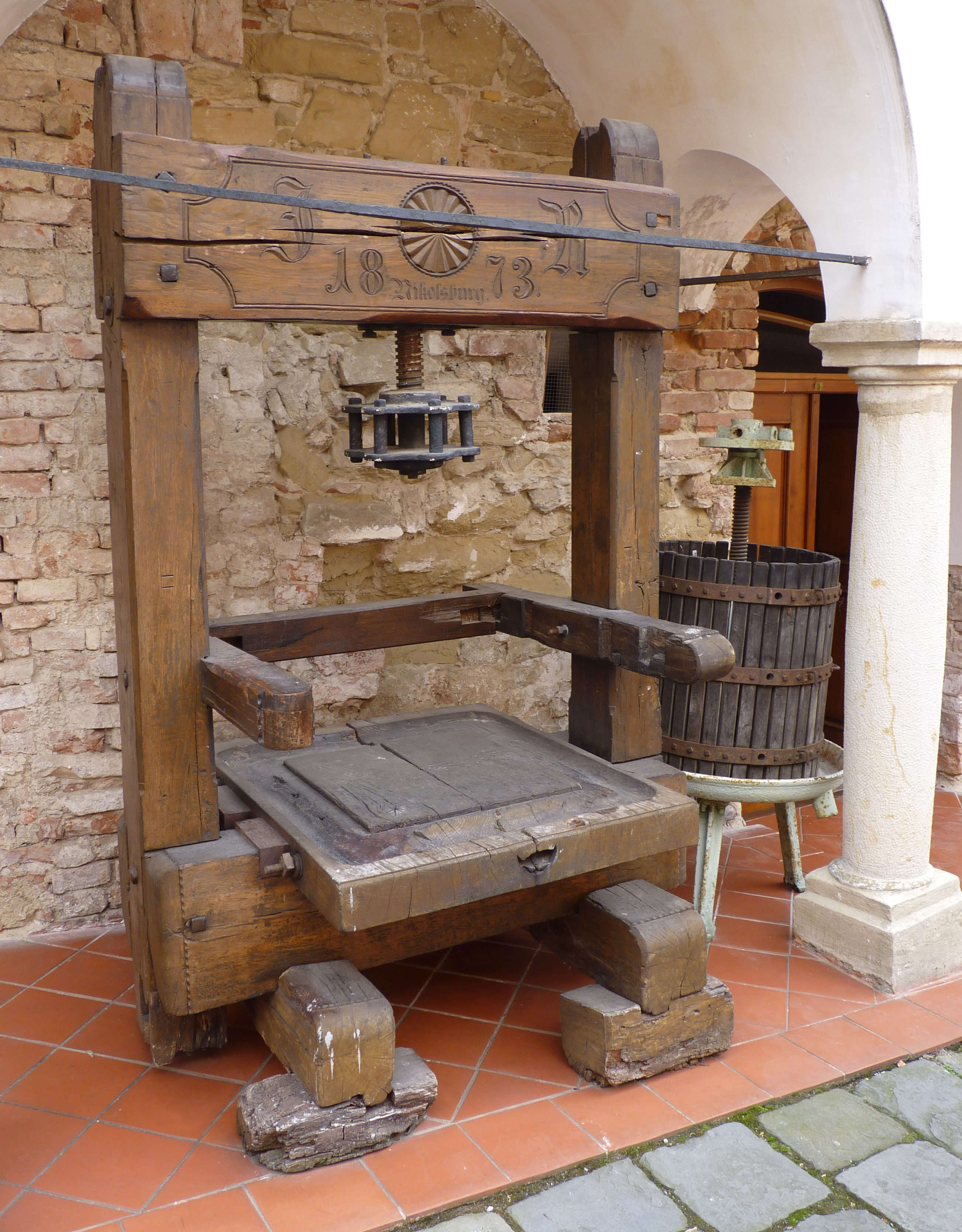
Vinný lis na nádvoří informačního centra
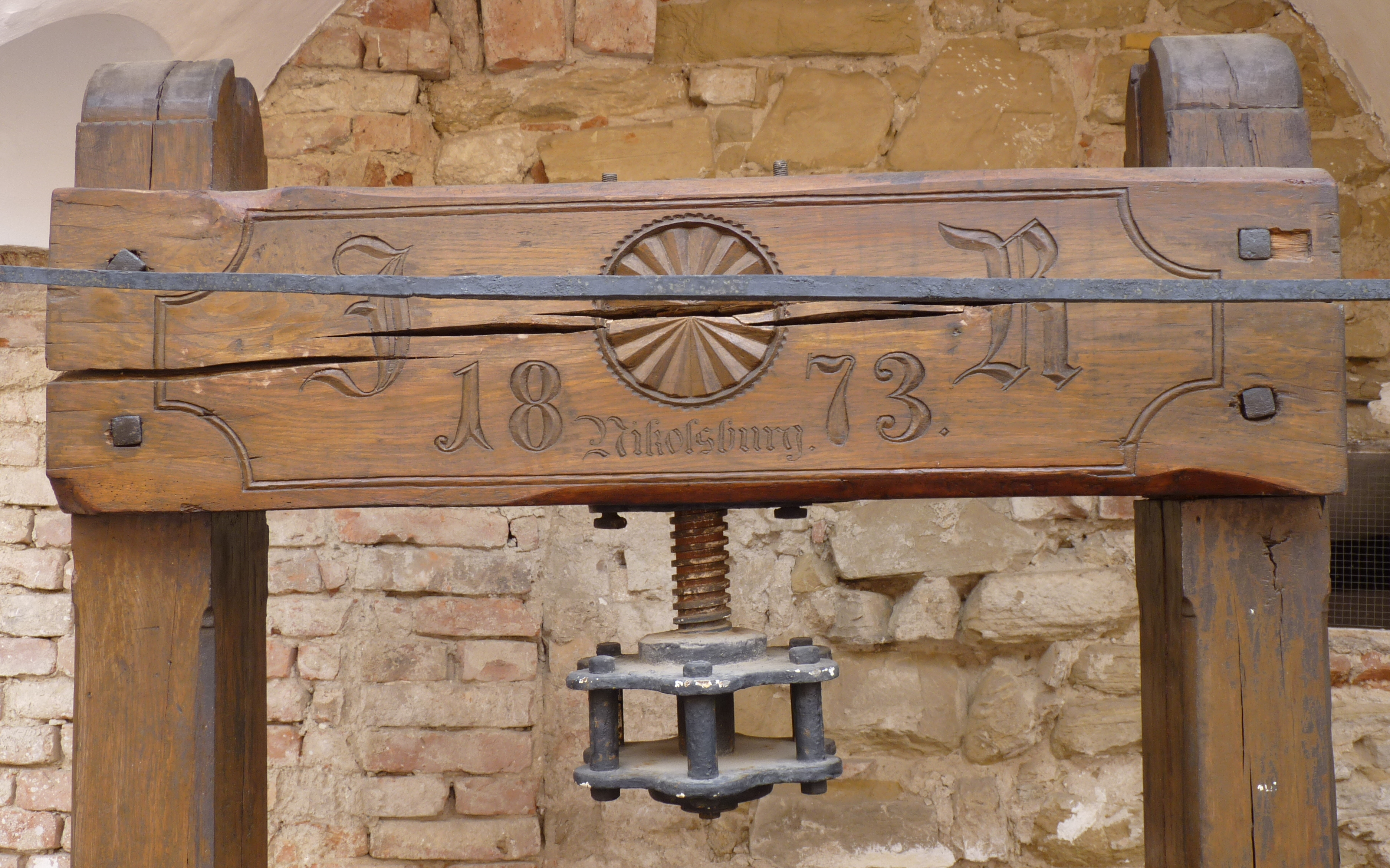
Detail Vinného lisu